# Куура, Роман
Роман Куура (эст. Roman Kuura; 8 августа 1906, Пернов, Лифляндская губерния — 11 июля 1941, Пярну) — эстонский и советский боксёр и тренер по боксу.

## Биография
В 1922—1933 гг. он занимался боксом в Пярну и Таллинне, выиграл 164 из 182 матчей.
Куура был четырёхкратным чемпионом Эстонии в полутяжёлом весе (до 79,4 кг) в 1928—1929 и 1931—1932 годах.
Куура пять раз входил в состав сборной Эстонии.
Он четыре раза участвовал в эстонско-финских соревнованиях (1927—1930) в среднем весе (до 72,6 кг) и выиграл три матча.
Куура участвовала в третьем чемпионате Европы в среднем весе (до 72,6 кг) в 1930 году в Будапеште, но проиграл свой первый матч техническим нокаутом в 3 раунде, повредив руку.
Его противник Джон Андерссон (Швеция) позже занял третье место.
В 1931 г. Куура был признан лучшим боксёром Эстонии.
Куура был тренером по боксу в Финляндии, Латвии и Литве с 1933 по 1939 год.
В Пярну он работал тренером с 1939 года. Под его руководством сборная Пярну в 1940 г. вышла победительницей в матчевой встрече городов Таллинна, Пярну и Тарту. После провозглашения Эстонской ССР Куура активно работал с рабочей молодёжью.
После захвата Пярну во Второй мировой войне 9 июля 1941 г. Куура был арестован немецкими властями, и впоследствии расстрелян вблизи г. Пярну.
В 1962 г. президиум секции бокса ДСО «Калев» учредил традиционный турнир по боксу, проходивший в г. Пярну.